# 1863
Il 1863 (MDCCCLXIII in numeri romani) è un anno  del XIX secolo.

## Eventi
- 1º gennaio – Abramo Lincoln proclama l'abolizione della schiavitù negli Stati Uniti.
- 10 gennaio – Apre la prima sezione della Metropolitana di Londra (da Paddington a Farringdon Street).
- 22 gennaio – In Polonia, Lituania e Bielorussia esplode la Rivolta di Gennaio.
- 10 febbraio – Alanson Crane brevetta l'estintore.
- 23 febbraio – Inizia la guerra del 1863 tra El Salvador e Guatemala (finirà il 26 ottobre).
- 10 marzo – Matrimonio di Edoardo VII del Regno Unito, principe del Galles, con la principessa Alessandra di Danimarca.
- 30 marzo – Il principe Guglielmo Giorgio di Danimarca viene scelto come re Giorgio I di Grecia.
- 1º-7 maggio – Guerra di secessione americana: Il Generale Robert E. Lee sconfigge le forze dell'Unione nella Battaglia di Chancellorsville.
- 14 maggio – Francia: A Bétharram, vicino a Lourdes, muore p. Michele Garicoïts, fondatore dei Preti del Sacro Cuore di Gesù di Bétharram. Italia: Papa Pio IX visita Frosinone.
- 18 maggio – Guerra di secessione americana: Inizia l'Assedio di Vicksburg (finirà il 4 luglio).
- 31 maggio – Prima edizione della corsa ippica del Prix de l'Arc de Triomphe.
- 20 giugno – La Virginia Occidentale viene ammessa come 35º stato degli USA.
- 1º-3 luglio – Guerra di secessione americana: I nordisti vincono la battaglia di Gettysburg.
- 6 agosto – Vengono uccisi alcuni operai che manifestavano davanti alle Reali officine di Pietrarsa di Portici  (ad opera dei Bersaglieri di stanza a Portici). (archiviato dall'url originale il 21 giugno 2021).
- 18-20 settembre – Battaglia di Chickamauga: L'offensiva dell'esercito dell'Unione venne arrestata dai confederati. Fu la sconfitta più significativa di quest'ultima nel teatro della Guerra di secessione americana.
- 24 settembre – La Brigata Estense viene sciolta a Cartigliano.
- 23 ottobre – Quintino Sella fonda il Club Alpino Italiano.
- 26 ottobre – A Londra viene fondata la Football Association, la prima federazione di calcio al mondo. Vengono codificate per la prima volta le regole del gioco del calcio.
- 29 ottobre – A Ginevra i rappresentanti di sedici nazioni danno vita alla Croce Rossa Internazionale.
- 23 novembre – Guerra di secessione americana: Inizia la battaglia di Chattanooga (finirà il 25 novembre).
- 29 novembre – Fondazione del Politecnico di Milano.
- Costruzione della Gare du Nord a Parigi.
- In Italia si svolgono dimostrazioni e scioperi per ragioni salariali che si concludono con l'intervento della forza pubblica.
- Legge Pica per la repressione del brigantaggio.
- Haussmann intraprende i lavori delle grandi arterie parigine.
- Gregor Mendel enuncia le leggi che regolano la trasmissione dei caratteri ereditari.
- Nadar compie ascensioni in pallone su Parigi.
- Napoleone III promuove una spedizione militare in Messico e offre la corona del neoproclamato impero del Messico a Massimiliano d'Asburgo.
- Napoleone III concede l'allestimento del Salon des Refusés.
- Heinrich Julius Holtzmann pubblica Die synoptischen Evangelien, ihr Ursprung und geschichtlicher Charakter ("I vangeli sinottici: loro origine e carattere storico") in cui presenta la sua versione della teoria delle due fonti.

## Nati
Ci sono circa 690 voci su persone nate nel 1863; vedi la pagina Nati nel 1863 per un elenco descrittivo o la categoria Nati nel 1863 per un indice alfabetico.

## Morti
Ci sono circa 250 voci su persone morte nel 1863; vedi la pagina Morti nel 1863 per un elenco descrittivo o la categoria Morti nel 1863 per un indice alfabetico.

## Calendario
| Calendario 1863 | Calendario 1863 | Calendario 1863 | Calendario 1863 | Calendario 1863 | Calendario 1863 | Calendario 1863 | Calendario 1863 | Calendario 1863 | Calendario 1863 | Calendario 1863 | Calendario 1863 | Calendario 1863 | Calendario 1863 | Calendario 1863 | Calendario 1863 | Calendario 1863 | Calendario 1863 | Calendario 1863 | Calendario 1863 | Calendario 1863 | Calendario 1863 | Calendario 1863 | Calendario 1863 | Calendario 1863 | Calendario 1863 | Calendario 1863 | Calendario 1863 | Calendario 1863 | Calendario 1863 | Calendario 1863 | Calendario 1863 | Calendario 1863 |
| --------------- | --------------- | --------------- | --------------- | --------------- | --------------- | --------------- | --------------- | --------------- | --------------- | --------------- | --------------- | --------------- | --------------- | --------------- | --------------- | --------------- | --------------- | --------------- | --------------- | --------------- | --------------- | --------------- | --------------- | --------------- | --------------- | --------------- | --------------- | --------------- | --------------- | --------------- | --------------- | --------------- |
|                 | 1               | 2               | 3               | 4               | 5               | 6               | 7               | 8               | 9               | 10              | 11              | 12              | 13              | 14              | 15              | 16              | 17              | 18              | 19              | 20              | 21              | 22              | 23              | 24              | 25              | 26              | 27              | 28              | 29              | 30              | 31              |                 |
| Gennaio         | Gi              | Ve              | Sa              | Do              | Lu              | Ma              | Me              | Gi              | Ve              | Sa              | Do              | Lu              | Ma              | Me              | Gi              | Ve              | Sa              | Do              | Lu              | Ma              | Me              | Gi              | Ve              | Sa              | Do              | Lu              | Ma              | Me              | Gi              | Ve              | Sa              |                 |
| Febbraio        | Do              | Lu              | Ma              | Me              | Gi              | Ve              | Sa              | Do              | Lu              | Ma              | Me              | Gi              | Ve              | Sa              | Do              | Lu              | Ma              | Me              | Gi              | Ve              | Sa              | Do              | Lu              | Ma              | Me              | Gi              | Ve              | Sa              |                 |                 |                 |                 |
| Marzo           | Do              | Lu              | Ma              | Me              | Gi              | Ve              | Sa              | Do              | Lu              | Ma              | Me              | Gi              | Ve              | Sa              | Do              | Lu              | Ma              | Me              | Gi              | Ve              | Sa              | Do              | Lu              | Ma              | Me              | Gi              | Ve              | Sa              | Do              | Lu              | Ma              |                 |
| Aprile          | Me              | Gi              | Ve              | Sa              | Do              | Lu              | Ma              | Me              | Gi              | Ve              | Sa              | Do              | Lu              | Ma              | Me              | Gi              | Ve              | Sa              | Do              | Lu              | Ma              | Me              | Gi              | Ve              | Sa              | Do              | Lu              | Ma              | Me              | Gi              |                 |                 |
| Maggio          | Ve              | Sa              | Do              | Lu              | Ma              | Me              | Gi              | Ve              | Sa              | Do              | Lu              | Ma              | Me              | Gi              | Ve              | Sa              | Do              | Lu              | Ma              | Me              | Gi              | Ve              | Sa              | Do              | Lu              | Ma              | Me              | Gi              | Ve              | Sa              | Do              |                 |
| Giugno          | Lu              | Ma              | Me              | Gi              | Ve              | Sa              | Do              | Lu              | Ma              | Me              | Gi              | Ve              | Sa              | Do              | Lu              | Ma              | Me              | Gi              | Ve              | Sa              | Do              | Lu              | Ma              | Me              | Gi              | Ve              | Sa              | Do              | Lu              | Ma              |                 |                 |
| Luglio          | Me              | Gi              | Ve              | Sa              | Do              | Lu              | Ma              | Me              | Gi              | Ve              | Sa              | Do              | Lu              | Ma              | Me              | Gi              | Ve              | Sa              | Do              | Lu              | Ma              | Me              | Gi              | Ve              | Sa              | Do              | Lu              | Ma              | Me              | Gi              | Ve              |                 |
| Agosto          | Sa              | Do              | Lu              | Ma              | Me              | Gi              | Ve              | Sa              | Do              | Lu              | Ma              | Me              | Gi              | Ve              | Sa              | Do              | Lu              | Ma              | Me              | Gi              | Ve              | Sa              | Do              | Lu              | Ma              | Me              | Gi              | Ve              | Sa              | Do              | Lu              |                 |
| Settembre       | Ma              | Me              | Gi              | Ve              | Sa              | Do              | Lu              | Ma              | Me              | Gi              | Ve              | Sa              | Do              | Lu              | Ma              | Me              | Gi              | Ve              | Sa              | Do              | Lu              | Ma              | Me              | Gi              | Ve              | Sa              | Do              | Lu              | Ma              | Me              |                 |                 |
| Ottobre         | Gi              | Ve              | Sa              | Do              | Lu              | Ma              | Me              | Gi              | Ve              | Sa              | Do              | Lu              | Ma              | Me              | Gi              | Ve              | Sa              | Do              | Lu              | Ma              | Me              | Gi              | Ve              | Sa              | Do              | Lu              | Ma              | Me              | Gi              | Ve              | Sa              |                 |
| Novembre        | Do              | Lu              | Ma              | Me              | Gi              | Ve              | Sa              | Do              | Lu              | Ma              | Me              | Gi              | Ve              | Sa              | Do              | Lu              | Ma              | Me              | Gi              | Ve              | Sa              | Do              | Lu              | Ma              | Me              | Gi              | Ve              | Sa              | Do              | Lu              |                 |                 |
| Dicembre        | Ma              | Me              | Gi              | Ve              | Sa              | Do              | Lu              | Ma              | Me              | Gi              | Ve              | Sa              | Do              | Lu              | Ma              | Me              | Gi              | Ve              | Sa              | Do              | Lu              | Ma              | Me              | Gi              | Ve              | Sa              | Do              | Lu              | Ma              | Me              | Gi              |                 |